# Coupe du monde de football 1950
Navigation
1942 (annulée) Suisse 1954
La quatrième Coupe du monde de football se tient au Brésil du 24 juin au 16 juillet 1950 et est remportée par l'Uruguay. Cette édition, qui voit la première participation de l'équipe d'Angleterre, reste célèbre pour la défaite du Brésil dans son nouvel antre du Maracanã construit pour l'occasion et pouvant accueillir 200 000 spectateurs, dans le match décisif pour le titre face à l'Uruguay, qui remporte sa deuxième victoire en Coupe du monde, et plonge tout un peuple dans le désarroi.

## Histoire
Après l’arrêt de la compétition en raison de la Seconde Guerre mondiale, Brésil et Suisse sont les deux seuls pays à proposer l’organisation respective des Coupes du monde 1949 et 1951 et les deux pays sont désignés pour être pays hôte de ces deux tournois le 26 juillet 1946 lors du congrès à Luxembourg. Le 27 juillet 1948, les Coupes du monde 1949 et 1951 sont décalées en 1950 et 1954 et retrouvent un rythme quadriennal les années paires où ne se tiennent pas les Jeux olympiques (comme c’était le cas avant la guerre avec les éditions de 1930, 1934 et 1938).
La Coupe du monde 1950 est la seule qui ne comporte pas de finale proprement dite, une poule finale à quatre terminant en effet l'épreuve. Par une heureuse coïncidence, l'affiche de la dernière journée oppose les deux équipes en tête du classement, Brésil et Uruguay, les seules encore en course pour le titre et comptant respectivement 4 et 3 points (contre 1 et 0 points pour les deux plus mal classées). Le choc décisif Brésil-Uruguay au stade Maracanã, a donc fait office de véritable finale, au détail près que le Brésil pouvait se contenter d'un match nul pour devenir champion du monde. 
À la surprise générale, c'est l'Uruguay qui gagna le match et empocha sa seconde Coupe Jules Rimet. Le président de la FIFA Jules Rimet remit à cette occasion pour l'avant-dernière fois le trophée à l'équipe championne du monde, mais cette remise de coupe fut assez discrète, car l'abattement et la confusion régnaient après le coup de sifflet final au Maracanã. Le gardien de but brésilien Moacyr Barbosa porta cette défaite toute sa vie durant comme une croix, accusé abusivement d'en être responsable.

Match d'inauguration du stade Maracanã, avant la coupe du monde de 1950. Archives nationales du Brésil.

Outre la finale qui n'en était pas vraiment une, la surprise de l'épreuve fut la victoire des États-Unis 1-0 sur l'Angleterre. Les Britanniques étaient de retour à la FIFA après pratiquement deux décennies de bouderie, et ils pensaient bien marquer les esprits à l'occasion de cette première Coupe de l'après-guerre en s'y présentant parmi les grands favoris. Les Anglais trouvèrent le poteau à plusieurs reprises et firent preuve de maladresse face aux buts de la modeste équipe des États-Unis. C'est pourtant bien le « petit poucet » qui mit à bas l'« ogre », tant et si bien que de nombreux Anglais crurent à une erreur de typographie quand les journaux britanniques publièrent le résultat. Non content de perdre face aux États-Unis, les Anglais s'inclinèrent également 1-0 contre l'Espagne et quittèrent la Coupe du monde par la petite porte. Le match Angleterre-États-Unis entraîna aussi une polémique car l'équipe américaine était suspectée d'avoir illégalement aligné des joueurs étrangers et donc non sélectionnables. Effectivement, trois joueurs étaient bien d'origine étrangère et n'étaient pas ou pas encore citoyens américains. Cependant, aucune infraction au règlement de l'époque n'a finalement été constatée par la FIFA, l'Angleterre ne déposant par ailleurs pas de plainte, et l'affaire fut donc classée sans suite.
Cette Coupe du monde se disputa dans des enceintes géantes, au premier rang desquelles le stade Maracanã qui pouvait alors accueillir pas moins de 200 000 spectateurs. Le coût des nouveaux stades était d'environ 290 millions de dollars. Le Maracanã à lui seul a coûté environ 275 millions de dollars.
Bien que qualifiée pour la phase finale, l’Inde déclara forfait. Contrairement à la rumeur qui circula à l’époque selon laquelle cela venait de l’obligation de jouer avec des chaussures alors que les footballeurs indiens jouaient pieds nus, ou des coûts du déplacement jusqu’au Brésil, la raison provient du refus de la Fédération indienne de football, souhaitant se concentrer sur les Jeux olympiques et invoquant le manque de temps de préparation et des désaccords internes sur la sélection de l’équipe.

## Équipes qualifiées
Europe
- Italie (championne du monde 1938)
- Angleterre
- Suisse
- Suède
- Yougoslavie
- Espagne
- Écosse forfait pour la phase finale, finalement non remplacée[12]
- Turquie forfait pour la phase finale, finalement non remplacée[13]

Amérique du Nord, centrale et caraïbes
- États-Unis
- Mexique

Amérique du Sud
- Brésil (pays organisateur)
- Uruguay
- Chili
- Bolivie
- Paraguay

Asie
- Inde forfait pour la phase finale, non remplacée

## Stades
| \| Belo Horizonte Curitiba Porto Alegre Recife Rio de Janeiro São Paulo \| Sites de la Coupe du monde 1950. |
| Belo Horizonte Curitiba Porto Alegre Recife Rio de Janeiro São Paulo                                        |

- Belo Horizonte : Estadio Independencia (12 000 places)
- Curitiba : Estádio Durival de Britto (15 000)
- Porto Alegre : Stade Ildo Meneghetti (12 000)
- Recife : Ilha do Retiro (10 000)
- Rio de Janeiro : Estadio Maracanã (200 000)
- São Paulo : Stade Pacaembu (55 000)

## Premier tour
Le tirage au sort de la phase finale est effectué le 22 mai 1950 à Rio de Janeiro, seulement un mois et deux jours avant le début de la compétition. Quatre équipes sont désignées « tête de série » et préalablement affectées dans leur groupe respectif : le Brésil, pays hôte est placé dans la poule 1, l'Angleterre dans la poule 2, l'Italie, double championne du monde en titre, dans la poule 3 et l'Uruguay, ancien champion du monde, dans la poule 4. Il reste donc douze équipes à placer, toutes regroupées dans le même chapeau en vue du tirage au sort. À la date du tirage, deux forfaits sont confirmés : celui de l'Écosse et celui de la Turquie. La France, qui dans un premier temps a accepté l'invitation (elle remplace l'Écosse), est à cet instant là concernée : le sort la placera dans le groupe de l'Uruguay. En revanche le remplaçant espéré de la Turquie est incertain : le Portugal décline l'invitation tandis que l'Irlande, tardivement invitée, en fait de même après avoir hésité . La boule n° 12 correspondante ne désigne donc pas d'équipe précise et celle-ci sera également placée dans le groupe de l'Uruguay. La France renonce finalement après le tirage au sort prétextant de trop longues distances à parcourir entre les villes où devaient se dérouler ses matchs, et c'est au tour de l'Inde de déclarer forfait. La répartition des groupes apparait alors déséquilibrée, avec notamment un groupe IV particulièrement incomplet. Prise par le temps, la FIFA ne parvient en effet pas à trouver d'autres candidats pour les places vacantes, notamment celle de la Turquie. Le résultat de ce tirage est cependant maintenu, ce qui évite ainsi de chambouler en dernière minute l'organisation du tournoi.

### Poule I
Le Brésil termine premier avec deux victoires contre le Mexique et la Yougoslavie, et réalise un match nul contre la Suisse. Le Mexique termine dernier avec 3 défaites et commence sa série de 5 Coupes du monde d'affilée avec élimination au premier tour. Les nations européennes terminent deuxième et troisième avec 4 points pour la Yougoslavie et 3 points pour la Suisse.
| Classement final |             |     |   |   |   |   |    |    |      |
|                  | Équipe      | Pts | J | G | N | P | BP | BC | Diff |
| 1                | Brésil      | 5   | 3 | 2 | 1 | 0 | 8  | 2  | +6   |
| 2                | Yougoslavie | 4   | 3 | 2 | 0 | 1 | 7  | 3  | +4   |
| 3                | Suisse      | 3   | 3 | 1 | 1 | 1 | 4  | 6  | -2   |
| 4                | Mexique     | 0   | 3 | 0 | 0 | 3 | 2  | 10 | -8   |

| 24 juin     | Brésil      | 4 | 0 | Mexique     |
| 25 juin     | Yougoslavie | 3 | 0 | Suisse      |
| 28 juin     | Brésil      | 2 | 2 | Suisse      |
| 29 juin     | Yougoslavie | 4 | 1 | Mexique     |
| 1er juillet | Brésil      | 2 | 0 | Yougoslavie |
| 2 juillet   | Suisse      | 2 | 1 | Mexique     |

| 24 juin 1950 Match d'ouverture    | Brésil                                    | 4 - 0 | Mexique | Estádio do Maracanã, Rio de Janeiro            |                                                |
| 15:00 · Historique des rencontres | Ademir 30e, 79e · Jair 65e · Baltazar 71e |       |         | Spectateurs : 81 000 Arbitrage : George Reader | Spectateurs : 81 000 Arbitrage : George Reader |
| 15:00 · Historique des rencontres | (Résumé)                                  |       |         | Spectateurs : 81 000 Arbitrage : George Reader | Spectateurs : 81 000 Arbitrage : George Reader |

| 25 juin 1950                      | Yougoslavie                              | 3 - 0 | Suisse | Estadio Independencia, Belo Horizonte            |                                                  |
| 18:00 · Historique des rencontres | Mitić 59e · Tomašević 70e · Ognjanov 84e |       |        | Spectateurs : 7 336 Arbitrage : Giovanni Galeati | Spectateurs : 7 336 Arbitrage : Giovanni Galeati |
| 18:00 · Historique des rencontres | (Résumé)                                 |       |        | Spectateurs : 7 336 Arbitrage : Giovanni Galeati | Spectateurs : 7 336 Arbitrage : Giovanni Galeati |

| 28 juin 1950                      | Brésil                    | 2 - 2 | Suisse          | Stade Pacaembu, São Paulo                        |                                                  |
| 15:00 · Historique des rencontres | Alfredo 3e · Baltazar 32e |       | Fatton 17e, 88e | Spectateurs : 42 032 Arbitrage : Ramon Azon Roma | Spectateurs : 42 032 Arbitrage : Ramon Azon Roma |
| 15:00 · Historique des rencontres | (Résumé)                  |       |                 | Spectateurs : 42 032 Arbitrage : Ramon Azon Roma | Spectateurs : 42 032 Arbitrage : Ramon Azon Roma |

| 28 juin 1950                      | Mexique          | 1 - 4 | Yougoslavie                                        | Stade Ildo Meneghetti, Porto Alegre             |                                                 |
| 18:15 · Historique des rencontres | Ortíz 87e (pen.) |       | Bobek 19e · Že. Čajkovski 23e, 51e · Tomašević 81e | Spectateurs : 11 000 Arbitrage : Reginald Leafe | Spectateurs : 11 000 Arbitrage : Reginald Leafe |
| 18:15 · Historique des rencontres | (Résumé)         |       |                                                    | Spectateurs : 11 000 Arbitrage : Reginald Leafe | Spectateurs : 11 000 Arbitrage : Reginald Leafe |

| 1er juillet 1950                  | Brésil                  | 2 - 0 | Yougoslavie | Estádio do Maracanã, Rio de Janeiro                  |                                                      |
| 15:00 · Historique des rencontres | Ademir 3e · Zizinho 69e |       |             | Spectateurs : 142 000 Arbitrage : Benjamin Griffiths | Spectateurs : 142 000 Arbitrage : Benjamin Griffiths |
| 15:00 · Historique des rencontres | (Résumé)                |       |             | Spectateurs : 142 000 Arbitrage : Benjamin Griffiths | Spectateurs : 142 000 Arbitrage : Benjamin Griffiths |

| 2 juillet 1950                    | Mexique     | 1 - 2 | Suisse                  | Stade Ildo Meneghetti, Porto Alegre         |                                             |
| 15:40 · Historique des rencontres | Casarín 89e |       | Bader 10e · Antenen 44e | Spectateurs : 3 580 Arbitrage : Ivan Eklind | Spectateurs : 3 580 Arbitrage : Ivan Eklind |
| 15:40 · Historique des rencontres | (Résumé)    |       |                         | Spectateurs : 3 580 Arbitrage : Ivan Eklind | Spectateurs : 3 580 Arbitrage : Ivan Eklind |

### Poule II
L'Espagne termine première devant les néophytes anglais, les Chiliens et les Américains en faisant le plein de points. Interdite de participation au tour préliminaire de 1938 en raison de la guerre civile, la Roja atteint le dernier carré, ce qui constituera sa meilleure performance pendant 60 ans avant sa victoire en 2010. Les États-Unis réalisent l'exploit de battre l'Angleterre 1-0.
| Classement final |            |     |   |   |   |   |    |    |      |
|                  | Équipe     | Pts | J | G | N | P | BP | BC | Diff |
| 1                | Espagne    | 6   | 3 | 3 | 0 | 0 | 6  | 1  | +5   |
| 2                | Angleterre | 2   | 3 | 1 | 0 | 2 | 2  | 2  | 0    |
| 3                | Chili      | 2   | 3 | 1 | 0 | 2 | 5  | 6  | -1   |
| 4                | États-Unis | 2   | 3 | 1 | 0 | 2 | 4  | 8  | -4   |

| 25 juin   | Angleterre | 2 | 0 | Chili      |
| 25 juin   | Espagne    | 3 | 1 | États-Unis |
| 29 juin   | Espagne    | 2 | 0 | Chili      |
| 29 juin   | États-Unis | 1 | 0 | Angleterre |
| 2 juillet | Espagne    | 1 | 0 | Angleterre |
| 2 juillet | Chili      | 5 | 2 | États-Unis |

| 25 juin 1950                      | Angleterre                  | 2 - 0 | Chili | Estádio do Maracanã, Rio de Janeiro                 |                                                     |
| 15:00 · Historique des rencontres | Mortensen 39e · Mannion 51e |       |       | Spectateurs : 30 000 Arbitrage : Karel van der Meer | Spectateurs : 30 000 Arbitrage : Karel van der Meer |
| 15:00 · Historique des rencontres | (Résumé)                    |       |       | Spectateurs : 30 000 Arbitrage : Karel van der Meer | Spectateurs : 30 000 Arbitrage : Karel van der Meer |

| 25 juin 1950                      | Espagne                           | 3 - 1 | États-Unis  | Estádio Durival de Britto, Curitiba                    |                                                        |
| 15:00 · Historique des rencontres | Igoa 81e · Basora 83e · Zarra 89e |       | Pariani 17e | Spectateurs : 9 000 Arbitrage : Mario Gonçalves Vianna | Spectateurs : 9 000 Arbitrage : Mario Gonçalves Vianna |
| 15:00 · Historique des rencontres | (Résumé)                          |       |             | Spectateurs : 9 000 Arbitrage : Mario Gonçalves Vianna | Spectateurs : 9 000 Arbitrage : Mario Gonçalves Vianna |

| 29 juin 1950                      | Espagne                | 2 - 0 | Chili | Estádio do Maracanã, Rio de Janeiro              |                                                  |
| 15:00 · Historique des rencontres | Basora 17e · Zarra 30e |       |       | Spectateurs : 20 000 Arbitrage : Alberto Malcher | Spectateurs : 20 000 Arbitrage : Alberto Malcher |
| 15:00 · Historique des rencontres | (Résumé)               |       |       | Spectateurs : 20 000 Arbitrage : Alberto Malcher | Spectateurs : 20 000 Arbitrage : Alberto Malcher |

| 29 juin 1950                      | États-Unis   | 1 - 0 | Angleterre | Estadio Independencia, Belo Horizonte             |                                                   |
| 18:00 · Historique des rencontres | Gaetjens 38e |       |            | Spectateurs : 10 000 Arbitrage : Generoso Dattilo | Spectateurs : 10 000 Arbitrage : Generoso Dattilo |
| 18:00 · Historique des rencontres | (Résumé)     |       |            | Spectateurs : 10 000 Arbitrage : Generoso Dattilo | Spectateurs : 10 000 Arbitrage : Generoso Dattilo |

| 2 juillet 1950                    | Espagne   | 1 - 0 | Angleterre | Estádio do Maracanã, Rio de Janeiro               |                                                   |
| 15:00 · Historique des rencontres | Zarra 48e |       |            | Spectateurs : 74 000 Arbitrage : Giovanni Galeati | Spectateurs : 74 000 Arbitrage : Giovanni Galeati |
| 15:00 · Historique des rencontres | (Résumé)  |       |            | Spectateurs : 74 000 Arbitrage : Giovanni Galeati | Spectateurs : 74 000 Arbitrage : Giovanni Galeati |

| 2 juillet 1950                    | Chili                                              | 5 - 2 | États-Unis                    | Ilha do Retiro, Recife                          |                                                 |
| 18:00 · Historique des rencontres | Robledo 16e · Cremaschi 32e, 61e, 82e · Prieto 54e |       | Wallace 47e · Maca 48e (pen.) | Spectateurs : 10 000 Arbitrage : Mario Gardelli | Spectateurs : 10 000 Arbitrage : Mario Gardelli |
| 18:00 · Historique des rencontres | (Résumé)                                           |       |                               | Spectateurs : 10 000 Arbitrage : Mario Gardelli | Spectateurs : 10 000 Arbitrage : Mario Gardelli |

### Poule III
À la suite du forfait de l'Inde, il ne reste que trois pays pour se disputer la première place. L'Italie touchée par le drame de Superga (8 internationaux italiens périrent dans le crash de leur avion), qualifiée d'office, est battue d'entrée par la Suède qui se qualifie malgré le nul concédé face au Paraguay au match suivant. La Squadra Azzurra termine deuxième du groupe et sauve l'honneur lors du dernier match en battant le Paraguay à qui il restait pourtant une petite chance de qualification.
| Classement final |          |         |   |   |   |   |    |    |      |
|                  | Équipe   | Pts     | J | G | N | P | BP | BC | Diff |
| 1                | Suède    | 3       | 2 | 1 | 1 | 0 | 5  | 4  | +1   |
| 2                | Italie   | 2       | 2 | 1 | 0 | 1 | 4  | 3  | +1   |
| 3                | Paraguay | 1       | 2 | 0 | 1 | 1 | 2  | 4  | -2   |
|                  | Inde     | forfait |   |   |   |   |    |    |      |

| 25 juin   | Suède  | 3 | 2 | Italie   |
| 29 juin   | Suède  | 2 | 2 | Paraguay |
| 2 juillet | Italie | 2 | 0 | Paraguay |

| 25 juin 1950                      | Suède                           | 3 - 2 | Italie                          | Stade Pacaembu, São Paulo                  |                                            |
| 15:00 · Historique des rencontres | Jeppson 25e 68e · Andersson 33e |       | Carapellese 7e · Muccinelli 75e | Spectateurs : 50 000 Arbitrage : Jean Lutz | Spectateurs : 50 000 Arbitrage : Jean Lutz |
| 15:00 · Historique des rencontres | (Résumé)                        |       |                                 | Spectateurs : 50 000 Arbitrage : Jean Lutz | Spectateurs : 50 000 Arbitrage : Jean Lutz |

| 29 juin 1950                      | Suède                      | 2 - 2 | Paraguay                     | Estádio Durival de Britto, Curitiba                    |                                                        |
| 15:30 · Historique des rencontres | Sundqvist 17e · Palmér 25e |       | López 34e · López Fretes 74e | Spectateurs : 8 000 Arbitrage : Robert George Mitchell | Spectateurs : 8 000 Arbitrage : Robert George Mitchell |
| 15:30 · Historique des rencontres | (Résumé)                   |       |                              | Spectateurs : 8 000 Arbitrage : Robert George Mitchell | Spectateurs : 8 000 Arbitrage : Robert George Mitchell |

| 2 juillet 1950                    | Italie                           | 2 - 0 | Paraguay | Stade Pacaembu, São Paulo                     |                                               |
| 15:00 · Historique des rencontres | Carapellese 12e · Pandolfini 62e |       |          | Spectateurs : 26 000 Arbitrage : Arthur Ellis | Spectateurs : 26 000 Arbitrage : Arthur Ellis |
| 15:00 · Historique des rencontres | (Résumé)                         |       |          | Spectateurs : 26 000 Arbitrage : Arthur Ellis | Spectateurs : 26 000 Arbitrage : Arthur Ellis |

### Poule IV
Cette poule ne contient que deux pays, à la suite du forfait des Turcs, des Écossais puis des Français. Ceci en fera un rare exemple de poule contenant exclusivement des équipes du même continent (l’autre cas étant la poule IV de la coupe du Monde de 1954). L'unique match du groupe fait par conséquent figure de quart de finale : l'Uruguay écrase la Bolivie 8-0 et se qualifie pour la poule finale.
| Classement final |                  |          |   |   |   |   |    |    |      |
|                  | Équipe           | Pts      | J | G | N | P | BP | BC | Diff |
| 1                | Uruguay          | 2        | 1 | 1 | 0 | 0 | 8  | 0  | +8   |
| 2                | Bolivie          | 0        | 1 | 0 | 0 | 1 | 0  | 8  | -8   |
|                  | Écosse -> France | _forfait |   |   |   |   |    |    |      |
|                  | Turquie ->       | _forfait |   |   |   |   |    |    |      |

| 2 juillet | Uruguay | 8 | 0 | Bolivie |

| 2 juillet 1950                    | Uruguay                                                                          | 8 - 0 | Bolivie | Estadio Independencia, Belo Horizonte         |                                               |
| 15:00 · Historique des rencontres | Míguez 14e, 40e, 51e · Schiaffino 17e, 53e · Vidal 18e · Pérez 83e · Ghiggia 87e |       |         | Spectateurs : 5 000 Arbitrage : George Reader | Spectateurs : 5 000 Arbitrage : George Reader |
| 15:00 · Historique des rencontres | (Résumé)                                                                         |       |         | Spectateurs : 5 000 Arbitrage : George Reader | Spectateurs : 5 000 Arbitrage : George Reader |

## Poule finale
| Classement final |         |     |   |   |   |   |    |    |      |
|                  | Équipe  | Pts | J | G | N | P | BP | BC | Diff |
| 1                | Uruguay | 5   | 3 | 2 | 1 | 0 | 7  | 5  | +2   |
| 2                | Brésil  | 4   | 3 | 2 | 0 | 1 | 14 | 4  | +10  |
| 3                | Suède   | 2   | 3 | 1 | 0 | 2 | 6  | 11 | -5   |
| 4                | Espagne | 1   | 3 | 0 | 1 | 2 | 4  | 11 | -7   |

| 9 juillet  | Brésil  | 7 | 1 | Suède   |
| 9 juillet  | Uruguay | 2 | 2 | Espagne |
| 13 juillet | Brésil  | 6 | 1 | Espagne |
| 13 juillet | Uruguay | 3 | 2 | Suède   |
| 16 juillet | Suède   | 3 | 1 | Espagne |
| 16 juillet | Uruguay | 2 | 1 | Brésil  |

Le Brésil lance parfaitement la poule finale en écrasant la Suède 7-1.
| 9 juillet 1950                    | Brésil                                                  | 7 - 1 | Suède                | Estádio do Maracanã, Rio de Janeiro            |                                                |
| 15:00 · Historique des rencontres | Ademir 17e, 37e, 51e, 59e · Chico 39e, 87e · Maneca 85e |       | Andersson 67e (pen.) | Spectateurs : 138 000 Arbitrage : Arthur Ellis | Spectateurs : 138 000 Arbitrage : Arthur Ellis |
| 15:00 · Historique des rencontres | (Résumé)                                                |       |                      | Spectateurs : 138 000 Arbitrage : Arthur Ellis | Spectateurs : 138 000 Arbitrage : Arthur Ellis |

L'Uruguay est accroché par l'Espagne 2-2, permettant au Brésil de prendre seul la tête du groupe à l'issue de la première journée.
| 9 juillet 1950                    | Uruguay                  | 2 - 2 | Espagne         | Stade Pacaembu, São Paulo                           |                                                     |
| 15:00 · Historique des rencontres | Ghiggia 27e · Varela 72e |       | Basora 39e, 41e | Spectateurs : 44 000 Arbitrage : Benjamin Griffiths | Spectateurs : 44 000 Arbitrage : Benjamin Griffiths |
| 15:00 · Historique des rencontres | (Résumé)                 |       |                 | Spectateurs : 44 000 Arbitrage : Benjamin Griffiths | Spectateurs : 44 000 Arbitrage : Benjamin Griffiths |

Le Brésil conforte sa position en écrasant à nouveau son adversaire du jour, l'Espagne 6 à 1.
| 13 juillet 1950                   | Brésil                                                            | 6 - 1 | Espagne  | Estádio do Maracanã, Rio de Janeiro              |                                                  |
| 15:00 · Historique des rencontres | Ademir 15e · Jair 21e · Chico 29e, 55e · Ademir 57e · Zizinho 74e |       | Igoa 70e | Spectateurs : 152 000 Arbitrage : Reginald Leafe | Spectateurs : 152 000 Arbitrage : Reginald Leafe |
| 15:00 · Historique des rencontres | (Résumé)                                                          |       |          | Spectateurs : 152 000 Arbitrage : Reginald Leafe | Spectateurs : 152 000 Arbitrage : Reginald Leafe |

L’Uruguay assure l'essentiel avec cette victoire contre la Suède : à une journée de la fin il compte trois points contre quatre pour le Brésil et peut encore prétendre à la couronne mondiale (contrairement aux Suédois et aux Espagnols qui n’ont respectivement que zéro et un point).
| 13 juillet 1950                   | Uruguay                       | 3 - 2 | Suède                     | Stade Pacaembu, São Paulo                        |                                                  |
| 15:00 · Historique des rencontres | Ghiggia 39e · Míguez 77e, 84e |       | Palmér 4e · Sundqvist 41e | Spectateurs : 8 000 Arbitrage : Giovanni Galeati | Spectateurs : 8 000 Arbitrage : Giovanni Galeati |
| 15:00 · Historique des rencontres | (Résumé)                      |       |                           | Spectateurs : 8 000 Arbitrage : Giovanni Galeati | Spectateurs : 8 000 Arbitrage : Giovanni Galeati |

La Suède bat l'Espagne 3 buts à 1 lors de la dernière journée et obtient ainsi la troisième place du classement final.
| 16 juillet 1950                   | Suède                                     | 3 - 1 | Espagne   | Stade Pacaembu, São Paulo                           |                                                     |
| 15:00 · Historique des rencontres | Sundqvist 15e · Mellberg 34e · Palmér 79e |       | Zarra 82e | Spectateurs : 11 000 Arbitrage : Karel van der Meer | Spectateurs : 11 000 Arbitrage : Karel van der Meer |
| 15:00 · Historique des rencontres | (Résumé)                                  |       |           | Spectateurs : 11 000 Arbitrage : Karel van der Meer | Spectateurs : 11 000 Arbitrage : Karel van der Meer |

### Le "Maracanazo"
La poule finale disputée sur trois journées ne comprenait pas de finale proprement dite, mais le hasard du calendrier et les résultats des journées précédentes ont fait en sorte que la dernière rencontre de la Coupe du monde oppose les deux premières équipes au classement (assurées de terminer aux deux premières places de ce Championnat du monde), donc les deux seules encore en lice pour le titre mondial. Pour toutes ces raisons le match Brésil-Uruguay, joué le dernier jour de la compétition au stade du Maracana peut être considéré comme la finale de la compétition. Cette première finale de fait du Brésil reste la dernière finale sans pays européen. 
Uruguay et Brésil s'étaient opposés à trois reprises au mois de mai, deux mois avant la compétition, dans le cadre de la Copa Rio Branco. L'Uruguay l'avait emporté une fois (4-3), le Brésil deux (2-1/1-0), les deux équipes étaient donc équivalentes et contrairement à l'Espagne et à la Suède (largement vaincues par le Brésil), les Uruguayens étaient habitués aux défis des grands stades sud-américains. Un match nul aurait donné le titre au Brésil. L'affaire semblait bien engagée quand le Brésil ouvrit le score, mais, devant une foule effarée, l'Uruguay marqua deux buts et remporta son second titre mondial. 
La défaite, surnommée le « Maracanazo », fut considérée comme une tragédie nationale au Brésil. La cérémonie officielle de remise de la coupe fut annulée, le président de la FIFA Jules Rimet remettant discrètement le trophée au bord du terrain au capitaine uruguayen.  
| 16 juillet 1950 15h00     | Brésil               | 1 – 2   | Uruguay                                          | Maracana, Rio de Janeiro                                              |                                                                       |
| Historique des rencontres | ( Ademir) Friaça 47e | (0 - 0) | 66e Schiaffino (Ghiggia ) · 79e Ghiggia (Pérez ) | Spectateurs : 199 854 · Arbitrage : George Reader · Photos du match · | Spectateurs : 199 854 · Arbitrage : George Reader · Photos du match · |
| Historique des rencontres | (Résumé)             |         |                                                  | Spectateurs : 199 854 · Arbitrage : George Reader · Photos du match · | Spectateurs : 199 854 · Arbitrage : George Reader · Photos du match · |

|  | Titulaires : Barbosa Augusto Juvenal Amarijo Bauer Danilo Bigode Friaça Zizinho Ademir Jair Chico Entraîneur : Flávio Costa | Finale de la Coupe du monde 1950 |  | Titulaires : Roque Máspoli Matías González Eusebio Tejera Schubert Gambetta Obdulio Varela Víctor Rodríguez Andrade Alcides Ghiggia Julio Pérez Oscar Míguez Juan Alberto Schiaffino Rubén Morán Entraîneur : Juan López Fontana |

## Buteurs
9 buts
| - Ademir 5 buts - Oscar Míguez 4 buts - Chico - Telmo Zarra - Estanislao Basora - Alcides Ghiggia 3 buts - Karl-Erik Palmér - Stig Sundqvist - Juan Alberto Schiaffino |

2 buts
| - Baltasar - Jair - Zizinho - Atilio Cremaschi | - Silvestre Igoa - Riccardo Carapellese - Sune Andersson - Hasse Jeppson | - Jacques Fatton - Željko Čajkovski - Kosta Tomašević |

1 but
| - Alfredo - Friaça - Maneca - Andrés Prieto - George Robledo - Fernando Riera - Wilf Mannion - Stan Mortensen - Ermes Muccinelli | - Egisto Pandolfini - Horacio Casarín - Héctor Ortíz - Atilio López - César López Fretes - Bror Mellberg - René Bader - Jean Tamini - Joe Gaetjens | - Joe Maca - Gino Pariani - Frank Wallace - Julio Pérez - Obdulio Varela - Ernesto Vidal - Stjepan Bobek - Rajko Mitic - Tihomir Ognjanov |

## Classement des équipes
À l'origine, les équipes ayant participé à cette Coupe du monde n'étaient pas classées. Cependant, en 1986, la FIFA établit rétroactivement un classement final de chaque Coupe du monde, basé sur la progression lors de la compétition, le nombre de points gagnés, la différence de buts puis enfin sur le nombre de buts marqués, le tout parfois en contradiction avec les modalités et règlements des compétitions concernées.
| Place              | Sélection   | Stade        |
| ------------------ | ----------- | ------------ |
| Médaille d'or      | Uruguay     | Poule finale |
| Médaille d'argent  | Brésil      | Poule finale |
| Médaille de bronze | Suède       | Poule finale |
| 4                  | Espagne     | Poule finale |
| 5                  | Yougoslavie | Premier tour |
| 6                  | Suisse      | Premier tour |
| 7                  | Italie      | Premier tour |
| 8                  | Angleterre  | Premier tour |
| 9                  | Chili       | Premier tour |
| 10                 | États-Unis  | Premier tour |
| 11                 | Paraguay    | Premier tour |
| 12                 | Mexique     | Premier tour |
| 13                 | Bolivie     | Premier tour |